# Sessan Cup

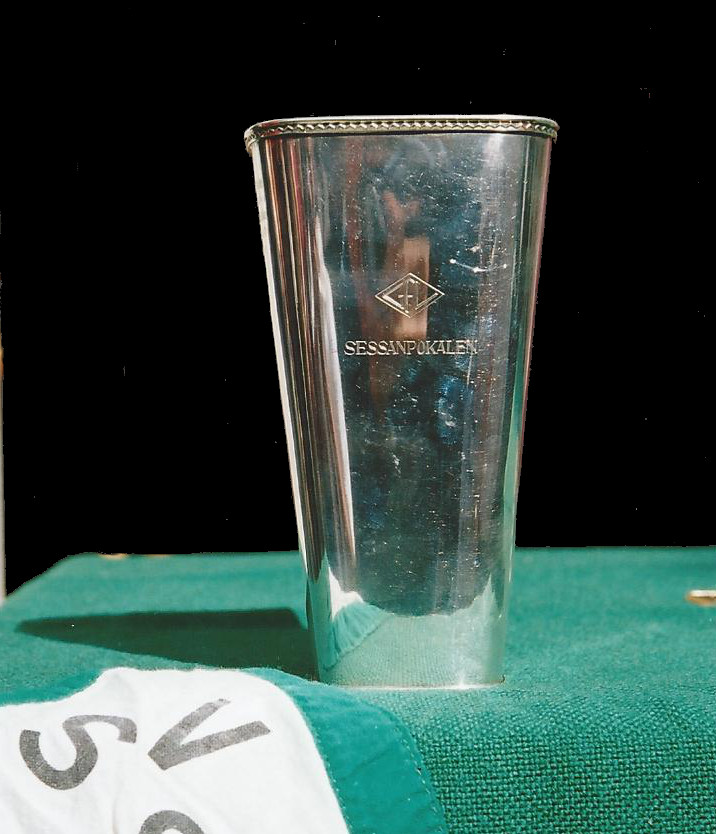
Der Sessan-Pokal während der Sessan-Cup-Regatta in Stockholm 2004, die von der Vikingarnas Segelssällskap veranstaltet wurde.

Der Sessan Cup (schwedisch Sessanpokalen) ist der Wanderpokal einer gleichnamigen internationalen Teamregatta, die mit nordischen Folkebooten gesegelt wird. Der Sessan Cup geht auf das Jahr 1952 zurück und ist damit der älteste Pokal einer internationalen Wettfahrtserie dieser Bootsklasse.

## Die Regatta
Der Sessan Cup ist eine freundschaftliche Teamregatta, die mit Booten der gastgebenden regionalen Folkeboot-Flotte gesegelt wird, die die Gast-Steuerleute untereinander auslosen. Während die Steuerleute ihr eigenes Boot zuhause lassen und nur ein weiteres Crewmitglied und eigene Segel mitbringen, vervollständigt meist der Eigner des zugelosten Bootes als dritter Mann die Regattacrew. Ein Team besteht aus zwei Booten eines nationalen Verbandes, einer regionalen Folkeboot-Flotte oder eines Clubs. Die Teilnehmer und damit die Teams werden von ihren Flotten oder ihrem Verband offiziell nominiert.
An den zwei Tagen des Sessan Cups werden insgesamt vier Wettfahrten als sogenannte Fleetraces gesegelt und die Einzelleistungen zusammengenommen im Team gewertet. Das Team mit der geringsten Gesamtpunktzahl gewinnt und kann den Pokal bis zum nächsten Mal mit nach Hause nehmen. Einen Einzelsieger gab es anfangs, heute jedoch wird die beste Einzelleistung nicht mehr prämiert.
Das Interessante an diesem Konzept ist die freundschaftliche Begegnung. Durch die gemischten Crews aus einheimischen Seglern und Gästen ist der Dialog zwischen den Nationen und Flotten garantiert. Dazu gibt es meist noch einen anderen Effekt: Neueinsteiger oder Segler aus den hinteren Rängen nutzen die Chance, mit internationalen Spitzenseglern zu segeln.

## Geschichte

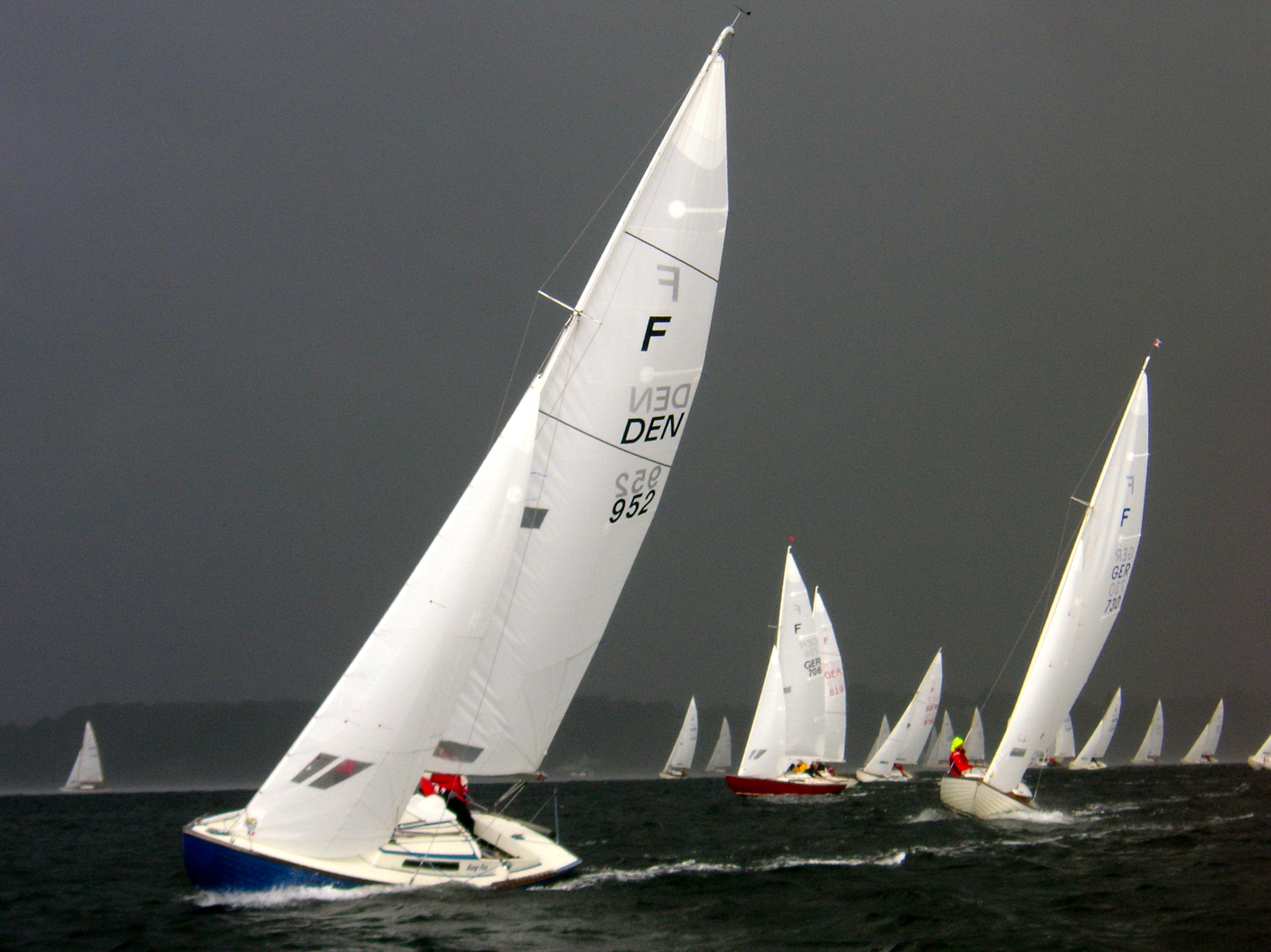
Folkeboote auf dem Rückweg von einer Regatta auf der Flensburger Förde. IDM 2012

Der Ursprung des Sessan Cups geht auf die Göteborg International Regatta zurück, die in Göteborg, Schweden, erstmals am 13. September 1952 gesegelt wurde. Die ersten Gewinner waren das Team vom Göteborgs Folkbåtsklubb, erster Einzelsieger wurde der bekannte schwedische Bootdesigner Olle Enderlein aus Norrköping.
1957 stiftete der Reeder Ulf Trapp für diese Regatta den Sessanpokal mit dem Ziel, Freundschaft und Verständigung unter den Folkeboot-Seglern über die Grenzen hinweg zu wecken. Der Name Sessanpokal leitet sich aus dem Namen der damaligen Sessan Linje ab. Die Schiffe dieser wichtigen Fährverbindung auf der Ostsee zwischen Schweden und Dänemark wurden traditionell nach Prinzessinnen benannt, der Volksmund nannte die Linie deshalb schnell Sessan, auf Schwedisch ist das die umgangssprachliche Verkürzung für Prinzessin. Später wurde „Sessan“ als offizieller Name der Reederei angenommen.
Ulf Trapp selbst war Reeder und Seemann in dritter Generation, die Familie stammte ursprünglich aus Hannover in Deutschland. Trapp war ein begeisterter Segler und besaß nacheinander drei nordische Folkeboote, mit denen er auch Regatten segelte. Das erfolgreichste war F-SWE-448 Atout (Atout bedeutet Vermögenswert oder Trumpf auf Französisch) 1957 von John Josefsson & Son Båtvarv, Kungsviken, erbaut.
Der Sessan Cup wurde anfangs zwischen Städten an der schwedischen Westküste ausgesegelt. Das Folkeboot war in den 1950er-Jahren in Schweden sehr populär, in den ersten zehn Jahren der Bootsklasse wurden schon über 400 Folkeboote dort gebaut. Alle bekannten schwedischen Segeler haben damals deshalb immer auch ein Folkeboot gesegelt. Seit 1976 ist der Sessan Cup eine internationale Regatta an wechselnden Standorten und fand u. a. auch in Helsinki, Stockholm und Kerteminde statt.
Heute wird der Sessan Cup von der Nordic Folkboat International Association (NFIA) verwaltet und koordiniert. Der Dachverband ist verantwortlich für die Statuten des Sessan Cup und wählt die veranstaltenden Vereine und Reviere aus.
Zunächst nur als Ausnahme wurde die Regatta 1989 erstmals auch in Deutschland auf dem Berliner Wannsee vom Seglerverein Stößensee ausgetragen. Dem SV Stößensee gelang es, ein neues Kapitel aufzuschlagen. Mit der Hilfe der Berliner Folkebootflotte stellten 48 Eigner ihre Boote zur Verfügung. Erstmals segelten sieben verschiedene Nationen den Sessan Cup. Die Gäste kamen aus den USA, Polen, Dänemark, Schweden, Finnland, der UdSSR und Deutschland. Der SV Stößensee hat insgesamt vier Mal den Sessan Cup in Berlin veranstaltet: 1989, 1993, 1997 und 2008.
2014 fand der Sessan Cup zum fünften Mal auf dem Berliner Wannsee statt, ausgerichtet wurde er dabei erstmals von der Seglervereinigung 1903 Berlin e.V. Gewonnen wurde der Cup nach 4 Wettfahrten vom titelverteidigenden Team aus Kolding mit Per Jörgensen und Christian Thomsen. Das Berliner Team um die Steuerleute Stefan Klabunde und Udo Pflüger kam auf den 2. Rang. Insgesamt nahmen 26 Teams aus 7 Ländern in 52 Folkebooten der Berliner Folkeboot-Flotte teil.